# István Bérczi
István Ferenc Bérczi (* 1. Juli 1945 in Nagycenk; † 10. April 2021) war ein ungarischer Turner.

## Karriere
István Bérczi wurde Ende der 1960er Jahre Ungarischer Meister am Pauschenpferd und belegte bei den Europameisterschaften 1971 an diesem Gerät den vierten Platz. Bérczi nahm an den Olympischen Spielen 1972 in München teil. Er startete in allen Disziplinen des Gerätturnens, konnte jedoch kein Finale erreichen. Mit dem ungarischen Team wurde er im Mannschaftsmehrkampf Achter.
Nach seiner aktiven Karriere war er als Verkehrsingenieur tätig. 1985 legte er seine Prüfung als Kampfrichter ab und war bereits bei den Weltmeisterschaften 1987 als solcher im Einsatz; des Weiteren war er in gleicher Funktion bei allen Olympischen Spielen zwischen 1992 und 2016 vertreten.
Am 10. April 2021 starb Bérczi im Alter von 75 Jahren während der COVID-19-Pandemie an den Folgen einer SARS-CoV-2-Infektion.